# 철갑상어
철갑상어(鐵甲-, 학명: Acipenser sinensis)는 조기어강 철갑상어목 철갑상어과에 속하는 어류의 일종으로 민물고기인 동시에 바닷물고기이기도 하다. 비늘 없는 유선형 몸체를 가지고 있으며 몸길이가 2~5m 정도까지 달하는 대형 어종이다. 입에는 이가 없어 강바닥에 서식하는 무척추동물들과 미생물들을 주식으로 한다. 중국의 장강과 한반도의 두만강·남한강·금강·러시아·사할린·일본 홋카이도 등지에 널리 서식한다. 철갑상어의 알은 캐비어라고 하여 러시아에서는 고급 요리 재료로 쓰인다.

## 같이 보기
- 판다 외교